# Хайкіна Фрума Юхимівна
Фру́ма Юхи́мівна Ха́йкіна (Росто́ва-Щорс) (* 6 лютого 1897, Новозибків Чернігівської губернії, нині Брянської області Росії — † серпень 1977, Москва) — радянська громадська діячка, учасниця громадянської війни в Росії 1918—1922 років. Вдова Миколи Щорса.

## Біографія
Народилась в сім’ї службовця-єврея. Отримала домашню початкову освіту. 
Працювала у швейній майстерні швачкою. На початку 1918 вибрана членом правління та секретарем профспілки кравців. В лютому-березні 1918, під час наступу австро-німецьких військ, в складі червоногвардійського загону була на фронті.
1918 року в місті Унеча (нині Брянської області РФ) була головою місцевої ЧК (надзвичайної комісії), членом Унечанського революційного комітету (ревкому). Взаємодіяла з Миколою Щорсом — ватажком місцевих більшовицьких «партизанських» загонів.
Восени 1918 року вийшла заміж за Щорса. У них народилася донька Валентина.
Наприкінці 1918 — на початку 1919 року здійснювала політику терору у зайнятих більшовиками районах, сусідніх з Унечею (Клинці та інші). Також очолювала служби ЧК при формуваннях під командуванням Щорса. [джерело?]
Після загибелі Щорса 30 серпня 1919 року та закінчення громадянської війни — закінчила робфак при Московському державному університеті, затим здобула професію інженера-електрика в Московському вищому технічному училищі. Працювала на різних керівних посадах, організовувала «щорсівський рух». У другій половині 1930-х років взяла активну участь у розгорнутій за наказом Сталіна «канонізації» Щорса.
З 1919 року і надалі жила під прізвищем Ростова.
Похована в Москві.